# Leo Rossi
Leo Rossi est un acteur et scénariste américain, né le 26 juin 1946 à Trenton (New Jersey).

## Biographie
Leo Rossi est un acteur prolifique depuis le milieu des années 70 aussi bien au cinéma qu'à la télévision. À ses débuts au cinéma dans les années 80, on a pu l'apercevoir dans la suite du film d'horreur culte de John Carpenter Halloween 2, La Veuve noire de Bob Rafelson ou encore Les Accusés de Jonathan Kaplan. Il est néanmoins connu pour avoir interprété le rôle de l'inspecteur Sam Dietz dans la saga des Relentless qui s'étend sur quatre volets de 1989 à 1994. À la télévision, il a participé à des séries telles que Arabesque, 21 Jump Street, Capitaine Furillo, Hooker, Rick Hunter, Histoires fantastiques, Frasier ou encore Urgences. Il est marié avec l'actrice Lynn Eastman.

## Filmographie partielle

### Cinéma
- 1975 : Alias Big Cherry : Big Cherry
- 1977 : On m'appelle Dollars (Mr. Billion) de Jonathan Kaplan : Le kidnappeur italien
- 1977 : Lâchez les bolides (Grand Theft Auto) : Le chef de Muscle de Vegas
- 1981 : Circle of Power : Chris Morris
- 1981 : Halloween 2 : Budd
- 1983 : Heart Like a Wheel : Jack Muldowney
- 1986 : Le Fleuve de la mort (River's Edge) : Jim
- 1987 : La Veuve noire (Black Widow) : Ricci
- 1987 : Russkies : Keefer
- 1987 : Leonard Part 6 : Chef
- 1988 : Maniac Cop : Le chef de cabinet du maire (non crédité)
- 1988 : Les Accusés (The Accused) : Cliff 'Scorpion' Albrect
- 1989 : Hit List : Frank DeSalvo
- 1989 : Psycho Killer (Relentless) : L'inspecteur Sam Dietz
- 1990 : Maniac Cop 2 : Turkell
- 1990 : Too Much Sun : George
- 1991 : Fast Getaway : Sam Potter (vidéo)
- 1991 : Where the Day Takes You : M. Burtis
- 1992 : Dead On: Relentless 2 : L'inspecteur Sam Dietz (vidéo)
- 1992 : We're Talkin' Serious Money : Charlie
- 1993 : Relentless 3 : L'inspecteur Sam Dietz (vidéo)
- 1994 : Raw Justice : Le lieutenant Atkins
- 1994 : Fast Getaway 2 : Sam Potter (vidéo)
- 1994 : Mutant Species : Hollinger
- 1994 : Felony : L'inspecteur Kincade
- 1994 : Relentless 4: Ashes to Ashes : L'inspecteur Sam Dietz (vidéo)
- 1995 : In the Kingdom of the Blind, the Man with One Eye Is King : Moran
- 1995 : Beyond Desire : Frank Zulla
- 1996 : Wedding Bell Blues : Robert
- 1998 : True Friends : Carmine
- 1998 : The Assault : Zigowski
- 1999 : Unconditional Love : Martin Ward
- 1999 : Mafia Blues : Carlo Mangano
- 2000 : Fatal Conflict : Conrad Nash
- 2000 : Crackerjack 3 : Ricky Santeria-Ramos
- 2001 : Road to Redemption : Sully Santoro
- 2001 : Sticks : Domino
- 2001 : Divine mais dangereuse (One Night At McCool's) : Joey Dinardo
- 2001 : One Eyed King : 'Big' Joe Thomas
- 2001 : Mafioso: The Father, the Son : Vito Lupo
- 2002 : The Business of Fancydancing : Mr. Williams
- 2002 : The Rose Technique : Artie
- 2002 : Four Deadly Reasons : Otto
- 2003 : Les Looney Tunes passent à l'action (Looney Tunes: Back in Action) : Acme VP
- 2004 : Shut Up and Kiss Me! : Mario
- 2004 : De retour à minuit (Back by Midnight) : Rusty
- 2004 : The Last Letter : le juge
- 2005 : Jesus, Mary and Joey : Phil Jordan
- 2005 : Diamond Zero : Augustine Garza
- 2006 : All In : Dr. Hamilton
- 2006 : 10th and Wolf : l'agent Thornton
- 2007 : Le Prince et le Pauvre : l'officier Harold (vidéo)
- 2009 : The Nail: The Story of Joey Nardone : Petey
- 2010 : PrimeMates : Ray
- 2010 : Sinatra Club : Castellano
- 2011 : Exodus Fall : Ford Ashworth
- 2016 : The Unlikely's : Gerald Maxwell
- 2018 : Gotti de Kevin Connolly : Bartholomew « Bobby » Boriello (également coscénariste)
- 2021 : Before Memory : Mr. Albert
- 2022 : The Independents : David the Barber
- 2022 : Fragments from Olympus: The Vision of Nikola Tesla : Henry

### Télévision

#### Téléfilms
- 1989 : Peter Gunn de Blake Edwards : Détective Russo
- 1994 : Reform School Girl de Jonathan Kaplan : le D.J.
- 1996 : Coup de sang : l'agent Harold Nye